# Laeken

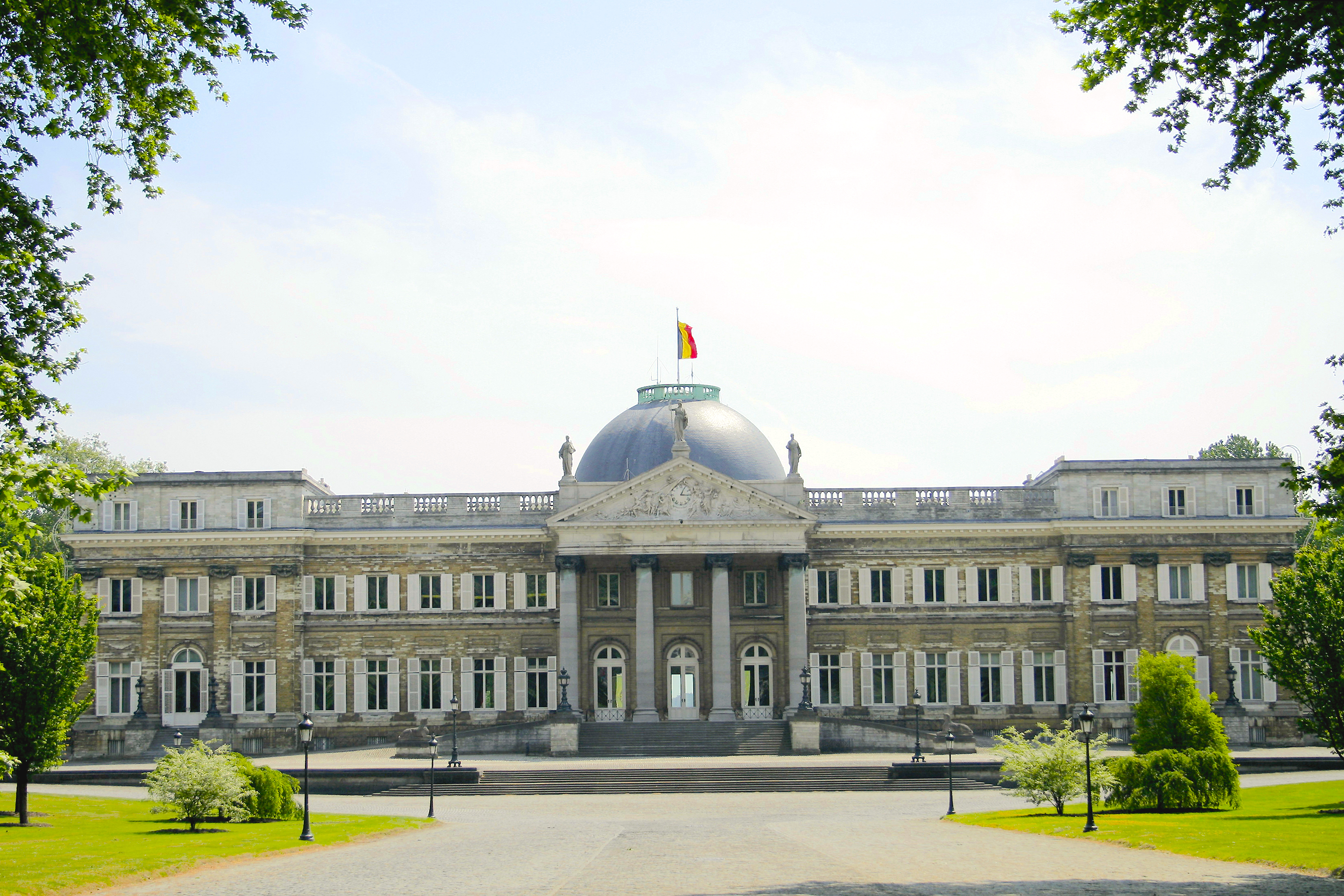
A királyi palota

Laeken/Laken [ˈlaːkən] Brüsszel városának északnyugati kerülete. A francia írásmód Laeken, ez a régi holland formából ered, a mai holland írásmód Laken. A kiejtés egyforma.
1921-ig önálló község volt.
Itt található a belga királyi kastély, a királyi család hivatalos otthona, franciául Château Royal, hollandul Koninklijk Kasteel. A kastélyt 1782 és 1784 között építették, 1890-ben leégett, majd újjáépítették. Jelenlegi formáját C. A. Girault építész tervei alapján 1902-ben nyerte el. 1831 óta ez a belga királyi család otthona.
A királyi birtoktól délre található a neogótikus stílusú Laekeni Miasszonyunk templom (Notre Dame du Laeken, hollandul Onze-Lieve-Vrouwekerk), melyet I. Lipót belga király felesége, Lujza Mária királyné számára építettek Joseph Poelaert építész tervei alapján. A belga királyi család kriptája e templomban van.

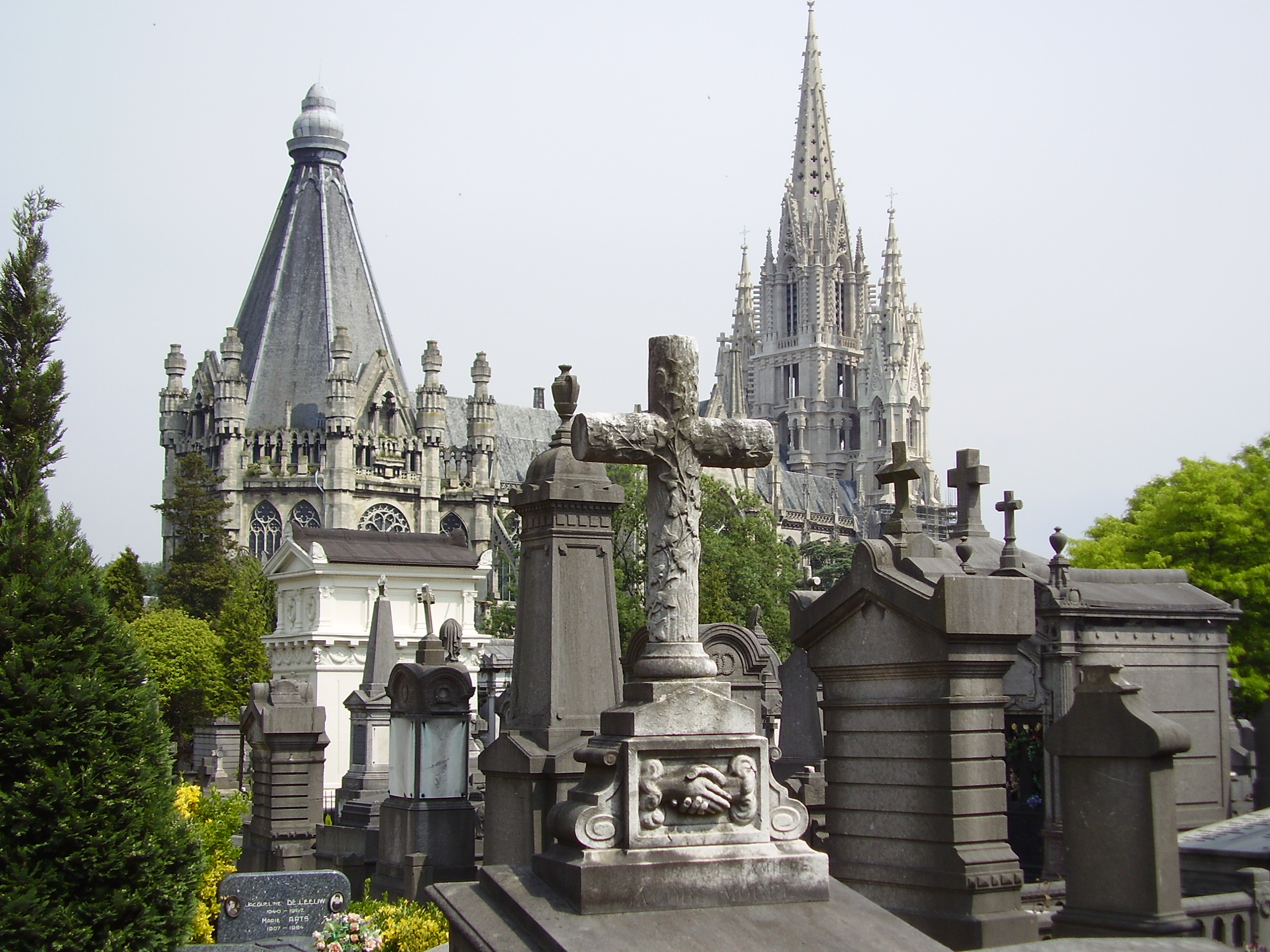
A Miasszonyunk templom és temető
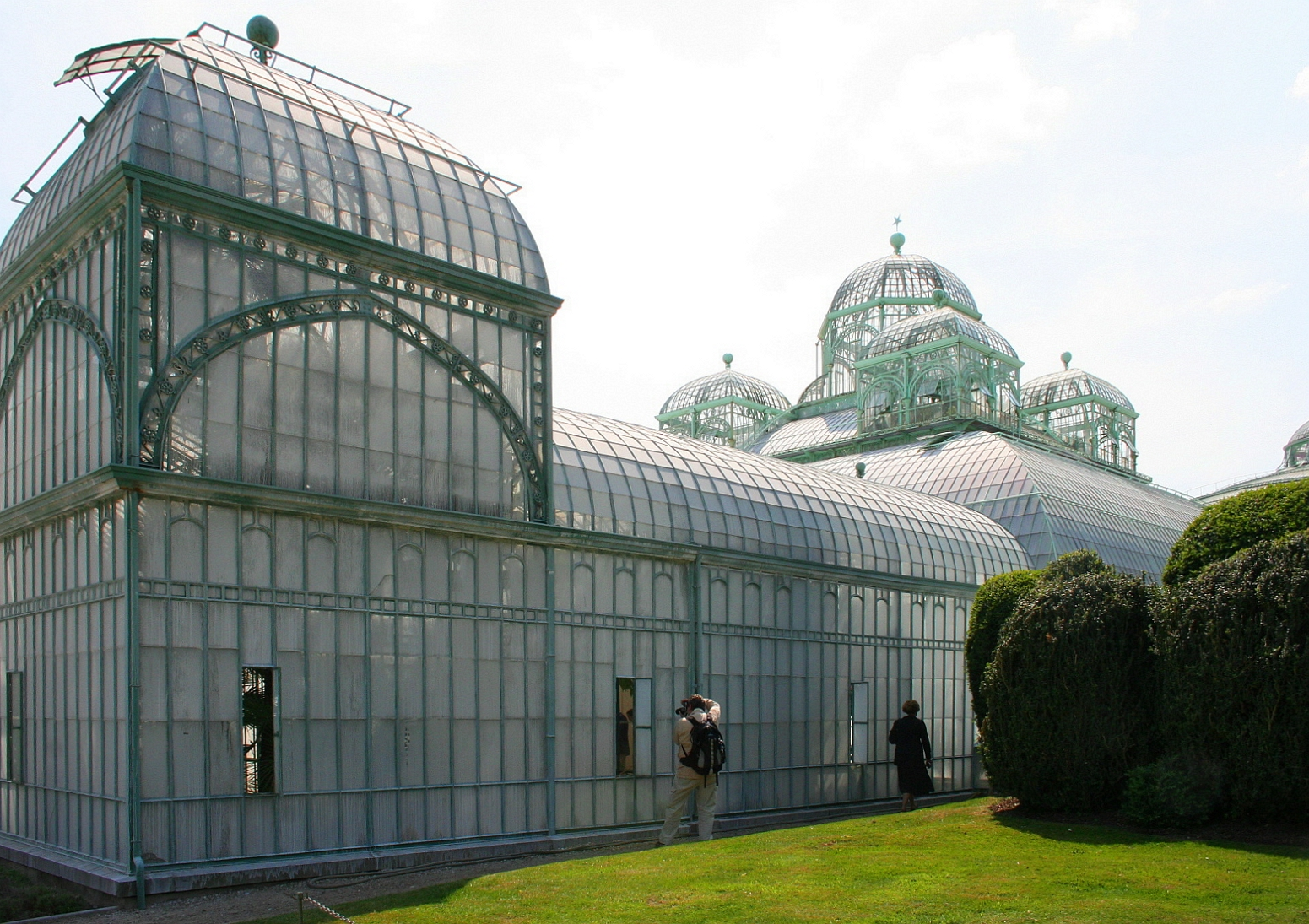
A királyi télikertek
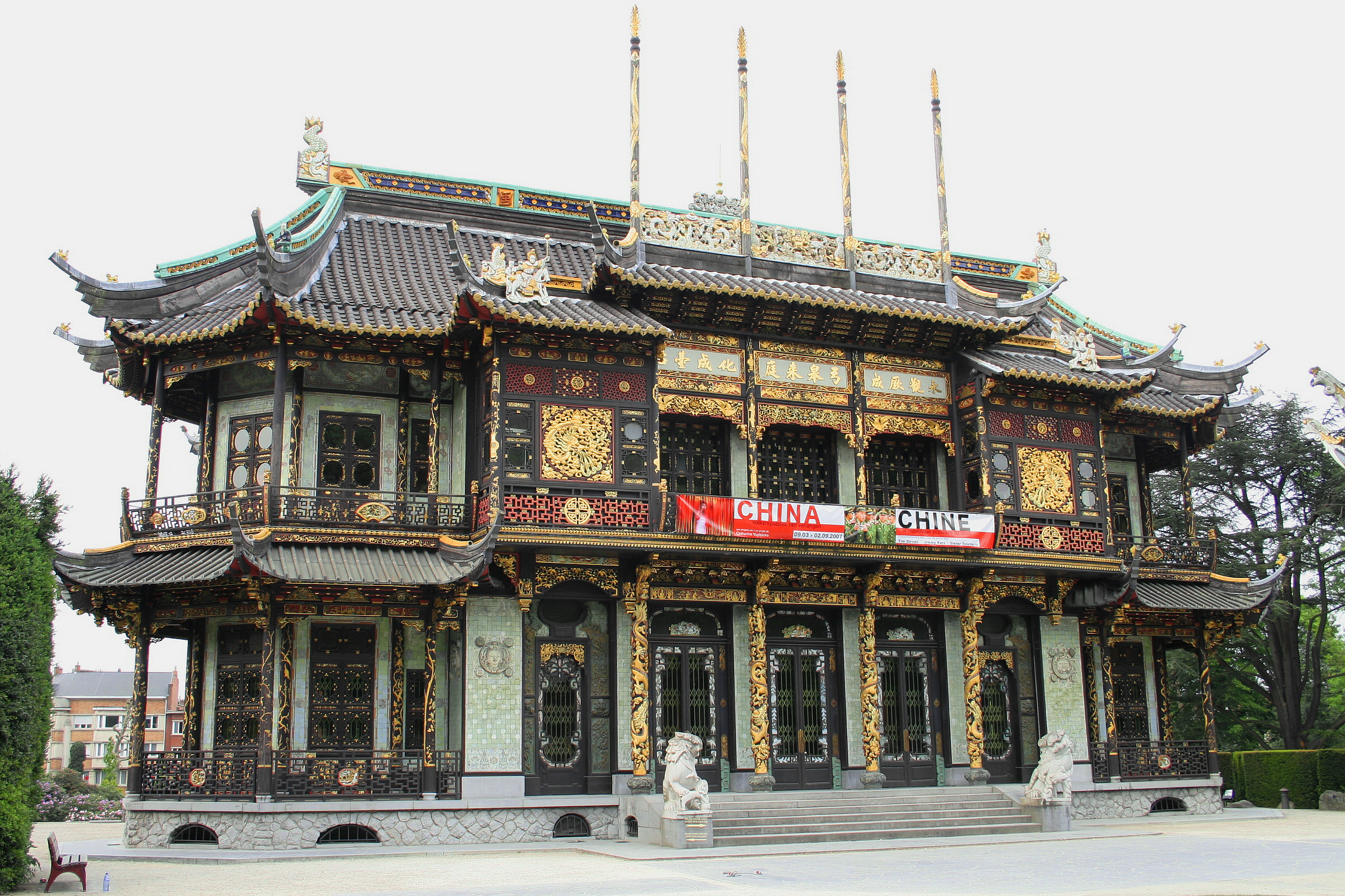
A Kínai pavillon
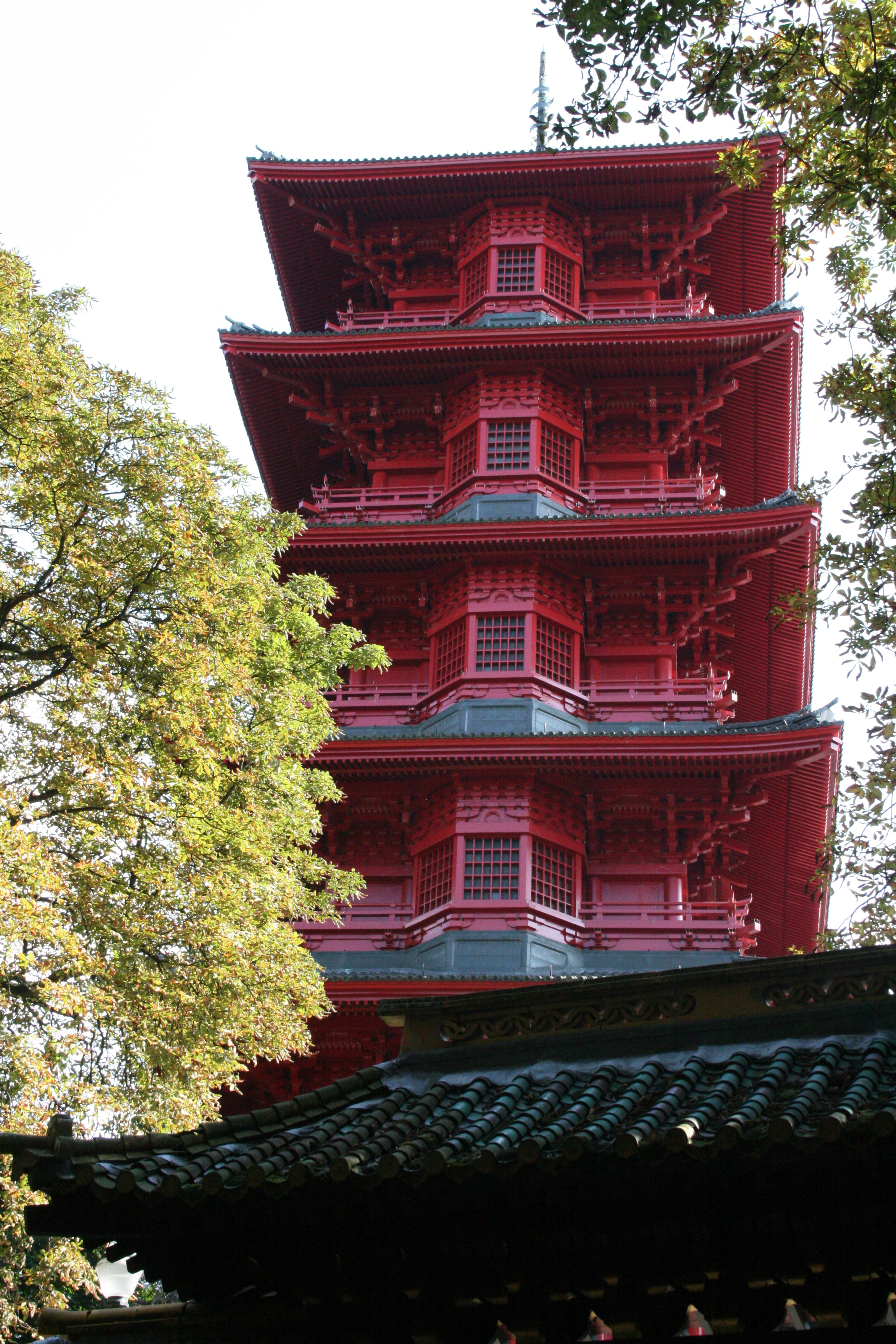
A Japán torony
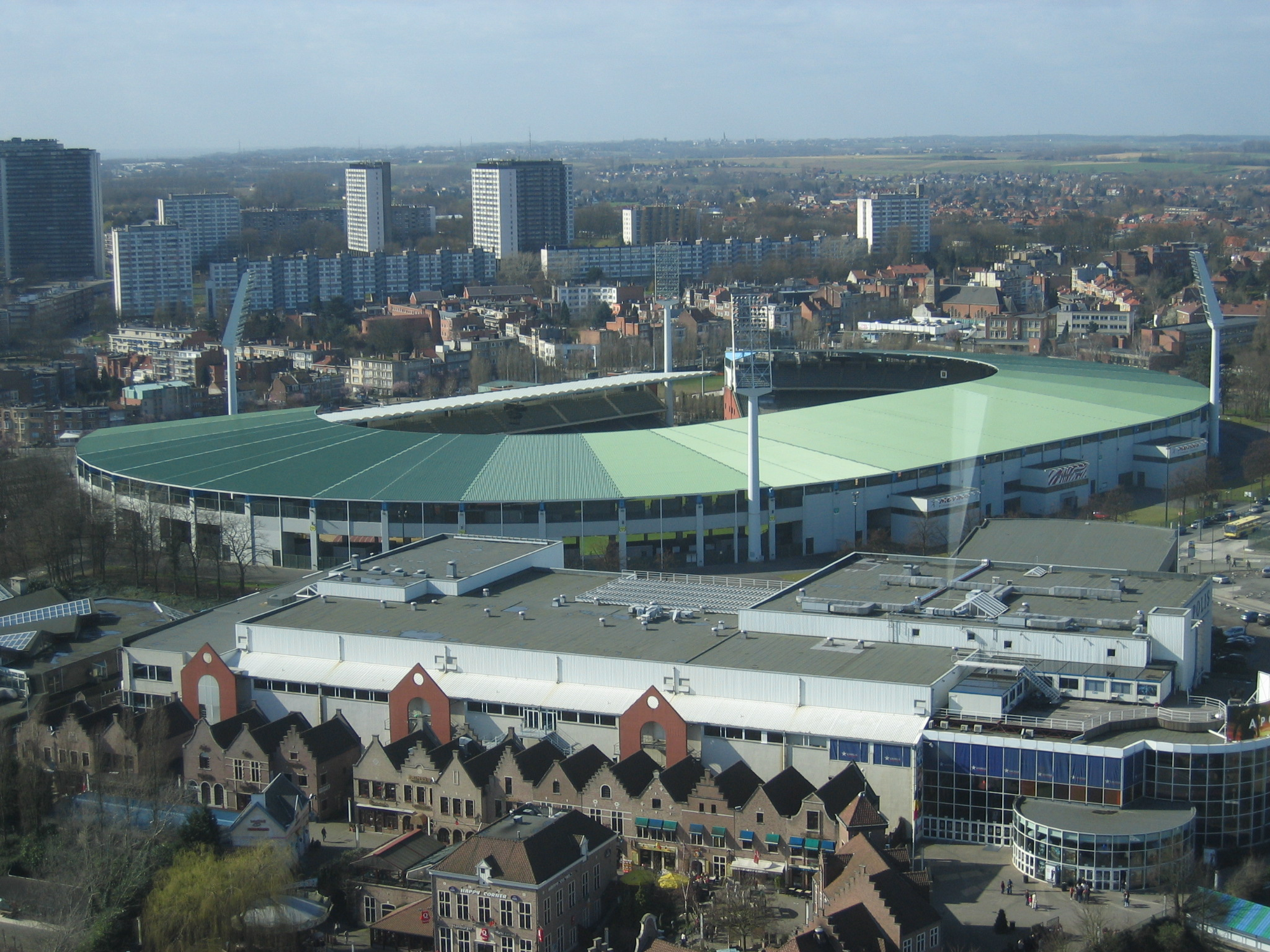
A Heysel-stadion

A királyi birtoktól északra parkban a Japán torony (franciául Tour Japonaise, hollandul Japanese Toren) és a Kínai pavilon (franciául Pavillon Chinois, hollandul Chinees Paviljoen) találhatóak. Mindkettőt II. Lipót vásárolta meg az 1900-as párizsi világkiállításon.
Laekenben található az Atomium is, mellette a Heysel-stadion (1995 óta Baldvin király-stadion). 1985. május 29-én, a bajnokcsapatok Európa-kupája döntőjén itt zajlott le a Heysel-tragédia, melynek 39 emberélet esett áldozatul.